# La Fin du monde est pour ce soir
 (décembre 2020).
La Fin du monde est pour ce soir est un album de bande dessinée humoristique de René Pétillon, paru en 1986. C'est une réédition partielle de l'album Les carottes sont cuites (1980) avec des inédits en plus.